# Sezonski afektivni poremećaj
Sezonski afektivni poremećaj (eng. seasonal affective disorder) poremećaj je raspoloženja. Najčešće ga obilježava pojava depresivnih simptoma u hladnijemu dijelu godine, obično od kraja rujna pa sve do početka, a ponekada i kasnog, proljeća. Kod nekih se ljudi simptomi umjesto zimi mogu javiti ljeti.
Poremećaj je prvi opisao američki psihijatar Norman Rosenthal 1984. godine. Službeni naziv kojim se koristi Dijagnostički i statistički priručnik (V. izdanje) jest depresija sa sezonskim uzorkom, a katkada se rabi i izraz sezonska depresija.

## Simptomi
Kod ovoga poremećaja često se javlja hipersomnija, manjak energije, prejedanje (hiperfagija), a s prijelaza iz ljeta u jesen, može se javiti povišena anksioznost. Ovi simptomi česti su i za tzv. atipičnu depresiju, a ponekad se može zamijeniti za bipolarni poremećaj.
U četvrtome i petom izdanju američkoga DSM-a, ovaj se poremećaj više ne priznaje kao zasebni poremećaj raspoloženja, već kao dio velikoga depresivnog poremećaja („sa sezonskim uzorkom”). 
Javlja se u različitim postotcima u različitim dijelovima Zemlje. Utvrđeno je da je u hladnijim krajevima poremećaj znatno učestaliji.

## Uzrok
Pretpostavlja se da je uzrok spoj genetike i vanjskih čimbenika. Biološka teorija zasniva se na hipotezi da osobe s ovim poremećajem imaju oštećen prijelaz serotonina u N-acetilserotonin (normelatonin). Također, smatra se da osobe koje pate od ovog stanja imaju poremećen melatonergički sustav u mozgu, odnosno melatonin, čija je proizvodnja prirodno manja u prisutnosti svjetla, proizvodi se u prevelikoj mjeri pa manjak svjetlosti za hladnijega dijela godine neizravno uzrokuje simptome. Poremećaj je povezan s neurotransmiterima noradrenalinom, dopaminom i glutamatom.
Poznato je da smetnje i promjene cirkadijanog ritma dovode do veće podložnosti depresiji.
Drži se da su „neurotične” osobine ličnosti povezane s ovim poremećajem i da se javljaju češće kod osoba sa sezonskim afektivnim poremećajem nego u općoj populaciji.

## Liječenje

### Terapija svjetlom
Liječenje se obično provodi kao kombinacija terapije svjetlom i lijekova. Istraživanja pokazuju da je terapija svjetlom učinovita, no dokazi za njenu uporabu su ograničeni. Terapiju je potrebno primjenjivati kontinuirano tijekom one sezone u kojoj se javljaju simptomi depresije.

### Lijekovi
Jedini lijek službeno odobren za liječenje sezonske depresije je antidepresiv bupropion koji djeluje kao inhibitor ponovne pohrane noradrenalina (te u manjoj mjeri dopamina).
Od ostalih lijekova, najučinkovitijim su se pokazali aktivirajući antidepresivi kao što su fluoksetin i moklobemid te vortioksetin, tianeptin, psihostimulansi i eugeroici, u prvome redu modafinil. Melatonergički antidepresiv agomelatin ima potencijal uskladiti cirkadijani ritam oboljelih te ublažiti povezanu anhedoniju.
Mnoga istraživanja utvrdila su da je jedan od najvećih perpetuirajućih faktora u etiogenezi depresije smanjena sposobnost neuroplastičnosti (sposobnost premreženja mozga) i neurogeneze (sposobnost stvaranja novih neurona). Klinički učinak antidepresiva (SSRI-ovi, vortioksetin, agomelatin itd.), drugih lijekova i modaliteta učinkovitih u liječenju depresije velikim dijelom potječe od njihove sposobnosti da obnove i potaknu sposobnost mozga da se optimalno adaptira (premreži) i učinkovito usvoji nova iskustva. U tom je smislu od nemedikamentoznih metoda tjelovježba jedan od najučinkovitijih načina za održavanje faze remisije od bolesti.

### Suplementi
Utvrđeno je da su oksidativni stres i upalni procesi uključeni u patofiziologiju poremećaja raspoloženja. Također, smatra se da niska razina vitamina D (kalciferola) u krvi može uzrokovati hedoničke deficite (anhedoniju), važan simptom depresije. U istraživanjima je zabilježeno da primjena vitamina D3 tijekom sedam dana učinkovito sprječava ponašanje slično depresiji uzrokovano oksidativnim stresom u mozgu, a ovaj antidepresivni učinak također može biti posljedica modulacije oksidativnoga stresa. 
Specijalno, utvrđeno je da suplementi vitamina D3 mogu biti učinkoviti u sveobuhvatnome liječenju sezonskog afektivnog poremećaja.
Postoje dokazi da suplementi omega 3 masnih kiselina smanjuju simptome depresije ublažavajući blagi, ali kronični upalni proces koji je impliciran u određenim podtipovima depresivnih poremećaja.

### Ostali modaliteti
Preporuča se odlaziti na spavanje i buditi se u otprilike isto vrijeme svaki dan, a u dogovoru s liječnikom moguće je uvesti i dodatke prehrani koji mogu pomoći u regulaciji spavanja. Također, redovita tjelesna aktivnost može ublažiti depresivne simptome i anhedoniju.
Trenutačno se procjenjuje istraživanje o korištenju dodatka melatonina u osoba oboljelih od sezonskog afektivnog poremećaja.
U odraslih je umjerena konzumacija kofeina povezana s manjim stupnjem depresivnosti, a utvrđeno je i da kofein posjeduje antidepresivna svojstva u modelu kroničnoga stresa. Tome je tako jer osim učinka na adenozin, kofein stimulira dopaminergičke neurone. Također, djeluje i kao inhibitor acetilkolinesteraze, odnosno sprječava kemijski raspad acetilkolina, neuroprijenosnika koji je odgovoran za sposobnost koncentracije, učenja i pamćenja, što može objasniti neka antidepresivna svojstva kofeina. No, prekomjerna konzumacija kofeina može dovesti do disregulacije dopaminergičkog i GABA-ergičkog sustava što može dovesti do pogoršanja anksioznosti i depresije.